# Pinophylus rolfsi
Pinophylus rolfsi är en insektsart som först beskrevs av Knight 1964.  Pinophylus rolfsi ingår i släktet Pinophylus och familjen ängsskinnbaggar. Inga underarter finns listade i Catalogue of Life.